# Mr. P.L.F. Blussé (schip, 1909)
Het motorjacht Mr. P.L.F. Blussé is gebouwd als eerste dienstvaartuig van de provincie Zuid-Holland, als directievaartuig van provinciale Waterstaat Zuid-Holland. Het schip kwam later in particuliere handen en is nu een varend monument van de Vereniging van Booteigenaren Oude Glorie in het Register Varend Erfgoed Nederland. Deze vereniging organiseert de eigenaren van motorjachten die zijn gebouwd vóór 1945.
Het schip is genoemd naar mr. Pierre Louis François Blussé (1818-1908), die weliswaar maar anderhalve maand lid was van de Tweede Kamer, maar ook vijfentwintig jaar gedeputeerde van Zuid-Holland en veertig jaar Statenlid. Zijn deskundigheid lag voornamelijk op waterstaatsgebied. Hij was staatsraad in buitengewone dienst.